# Бастија (Падова)
Бастија (итал. Bastia) је насеље у Италији у округу Падова, региону Венето.
Према процени из 2011. у насељу је живело 1802 становника. Насеље се налази на надморској висини од 18 м.